# Pouant

Pouant este o comună în departamentul Vienne, Franța. În 2009 avea o populație de 411 de locuitori.